# Bathytropa wahrmani
Bathytropa wahrmani är en kräftdjursart som beskrevs av Hans Strouhal 1968. Bathytropa wahrmani ingår i släktet Bathytropa och familjen Bathytropidae. Inga underarter finns listade i Catalogue of Life.